# 民族-国家与暴力
《民族-国家与暴力》（英語：The Nation-State and Violence）是安东尼·吉登斯的名著。在本書中，吉登斯提供了一種對現代民族國家性質的社會學分析，以及其進行戰爭時的手段上的分析。
本書英文版是由劍橋大學出版社於1987年出版（ISBN 0-520-06039-3）。

## 門修斯事件
本書簡體中文版是由胡宗澤和趙力濤翻譯，北京大學社會學人類學研究所教授王銘銘校對，生活·讀書·新知三聯書店1998年5月出版（ISBN 7-108-01140-9）。雖然譯者在“譯後記”中稱，對於人名，“儘量沿用了國內的固有譯法”。但是書中屢有未沿用国内的固有翻译的现象，其中最廣為人知的是將中國的孟子的拉丁化英譯Mencius回譯為“門修斯”。
在「第3章 傳統國家：官僚制、階級和意識形態」 第3節 『國家體系中』，有下面一句话：
- “門修斯的格言‘普天之下只有一個太陽，居於民眾之上的也只有一個帝王’，可以適用於所有大型帝國所建立的界域。”

上句所謂“格言”，即“天無二日，民無二王”，句出孔子之口：

|  | 孔子曰：天無二日，民無二王。 曾子問曰：喪有二孤，廟有二主，禮與？孔子曰：天無二日，土無二王，嘗郊社，尊無二上，未知其為禮也。 |

作者吉登斯引用的此句，源自李劍農先生的《中國近百年政治史（1840-1926）》的英譯本The Political History of China, 1840-1928。他誤把“孟子還在那裡引用孔子的話” （Mencius quoted Confucius as saying）當作了「孟子的格言」（Mencius's aphorism ）。譯、校者既然不知道“Mencius”即中國先秦思想家孟子，也就不可能指出作者的引用錯誤了。

### 書中不規範譯名例舉
| 書中譯名   | 原文题       | 通譯名          |
| ---------- | ------------ | --------------- |
| 民族-国家  | nation-state | 民族国家        |
| 喬米尼     | Jomini       | 約米尼/若米尼   |
| 黑羅多特思 | Herodotus    | 希羅多德        |
| 阿肖卡     | Ashoka       | 阿育王          |
| 夏勒馬涅   | Charlemagne  | 查理曼/查理大帝 |